# فرشتگان تجاوزشده
فرشتگان تجاوزشده (انگلیسی: Violated Angels) فیلمی در ژانر درام صورتی به کارگردانی کوجی واکاماتسو است که در سال ۱۹۶۷ منتشر شد. این فیلم یکی از معروف‌ترین فیلم‌های واکاماتسو و بر اساس قتل‌های ریچارد اسپک در تابستان سال ۱۹۶۶ شیکاگو است.

## داستان
مردی به به‌طور شبانه وارد خوابگاه پرستاران می‌شود تا آن‌ها با را به قتل برساند. اما وقتی به موفقیت دست می‌یابد، کمبودش نسبت به عشق آشکار می‌شود و…

## بازیگران
- جورو کارا به عنوان پسر خوش تیپ
- کیکو کویاناگی به عنوان سرپرستار
- میکی هیاشی به عنوان پرستار A
- شکو کیدووکی به عنوان پرستار B
- ماکیگو سگوسا به عنوان پرستار C
- کیوکو یویویی به عنوان پرستار D
- میچیکو سوکوموتو به عنوان دختر جوان
- گوساکو ساتو به عنوان پلیس ضد شورش
- شوش تاناکا به عنوان پلیس ضد شورش
- ماتایورف آرافونه به عنوان پلیس ضد شورش
- کنتارو آچی به عنوان پلیس ضد شورش

## تولید
این فیلم به دلیل مشکلات مالی تنها در سه روز فیلمبرداری شد و اکثر بازیگران زن آن تجربه کار حرفه‌ای نداشتند.

## نقدها
مانند بسیاری از فیلم‌های مشابه، فرشتگان تجاوزشده توسط برخی از منتقدان ضد فمینیست و غم‌انگیز نامیده شد. در کتاب فیلم به عنوان یک هنر تقلبی که دربارهٔ سینما زیررمینی نوشته‌ شده است، آموس وگل استعداد هنری واکاماتسو را ستایش می‌کند و می‌نویسد: ""... سادیسم ضد فمینیستی که مبتنی بر هیچ توضیحی ایدئولوژیک نیست و در نهایت به عطر و بوی فیلم او کمک می‌کند."